# Madina Zafar
Madina Zafar (* 10. August 1998 in Gujranwala) ist eine pakistanische Squashspielerin.

## Karriere
Madina Zafar ist seit 2015 auf der PSA World Tour aktiv und gewann auf dieser bislang drei Titel. Ihre beste Platzierung in der Weltrangliste erreichte sie mit Rang 75 im Februar 2019. Bei den Asienmeisterschaften 2018 debütierte sie für die pakistanische Nationalmannschaft und vertrat im selben Jahr ihr Land auch bei den Commonwealth Games in Gold Coast und den Asienspielen in Jakarta. Im Einzel der Commonwealth Games scheiterte sie in der ersten Runde an Deon Saffery, im Doppel schied sie mit ihrer Schwester Faiza Zafar in der Gruppenphase aus. Mit Tayyab Aslam erreichte sie dagegen im Mixed das Achtelfinale. Bei den Asienspielen scheiterte sie im Mannschaftswettbewerb in der Vorrunde und schied im Einzel gegen Ahn Eun-chun in der ersten Runde aus.
Sie gewann bei den Südasienspielen 2019 in Kathmandu im Einzel die Bronze- und mit der Mannschaft die Silbermedaille.

## Erfolge
- Gewonnene PSA-Titel: 3